# Hans-Alard von Rohr
Hans-Alard Alfred von Rohr (* 14. März 1933 in Berlin; † 2. März 2016) war deutscher Botschafter in Uganda von 1991 bis 1994.

## Leben
Hans-Alard Alfred von Rohr und gehörte der genealogischen Linie Hohenwulsch-Demmin seines Adelsgeschlechts an. Er war der Sohn des Rittergutsbesitzers und Politikers Hansjoachim von Rohr und seiner Ehefrau Sigrid von Borcke (* 1910; † 1991), Tochter der Ida Gräfin von Schwerin und des Offiziers Alfred von Borcke. Die Mutter war Mitinhaberin des Gutes in Krienke auf der Insel Usedom. Haus Demmin, der Besitz des Vaters, war Ort seiner Kindheit.
Er besuchte von 1948 bis 1953 das Carl-Hunnius-Internat in Wyk auf Föhr. Seit 1955 war er Mitglied des Corps Borussia Bonn. 1994 war Hans-Alard Alfred von Rohr Generalkonsul in Los Angeles.
Hans-Alard von Rohr war wie sein Vater und weitere Vorfahren Mitglied des Johanniterordens, hier bis zuletzt der Pommerschen Genossenschaft der Kongregation.

## Familie
Hans-Alard von Rohr heiratete 1960 in Wiesbaden Astrid von Salviati (* 1936), Tochter des Obersts Ulrich von Salviati und der Adelhaid-Maria Begeré. Das Ehepaar hat drei Töchter und einen Sohn.

## Genealogie
- Gothaisches Genealogisches Taschenbuch der Adeligen Häuser. Zugleich Adelsmatrikel der D.A.G. Teil A (Uradel). 1941. Vierzigster Jahrgang, Justus Perthes, Gotha 1940, S. 456–457. Siehe: FamilySearch.
- Hans Friedrich von Ehrenkrook, Friedrich Wilhelm Euler: Genealogisches Handbuch der Adeligen Häuser A (Uradel). 1955. Band II, Band 11 der Gesamtreihe GHdA, Hrsg. Deutsches Adelsarchiv, C. A. Starke Verlag, Glücksburg/Ostsee 1955, S. 364–366.
- Walter von Hueck, Friedrich Wilhelm Euler: Genealogisches Handbuch der Adeligen Häuser A (Uradel). 1969. Band IX, Band 43 der Gesamtreihe GHdA, Hrsg. Deutsches Adelsarchiv, C. A. Starke Verlag, Limburg/Lahn 1969, S. 364–369.
- Walter von Hueck, Friedrich Wilhelm Euler: Genealogisches Handbuch der Adeligen Häuser A (Uradel). 1985. Band XVIII, Band 87 der Gesamtreihe GHdA, Hrsg. Deutsches Adelsarchiv, C. A. Starke Verlag, Limburg/Lahn 1985, S. 379–387.
- Christoph Franke, Klaus von Andrian-Werburg, u. a.: Genealogisches Handbuch der Adeligen Häuser A (Uradel). 2003. Band XXVII, Band 132 der Gesamtreihe GHdA, Hrsg. Deutsches Adelsarchiv, C. A. Starke Verlag, Limburg/Lahn 2003, S. 541–542.